# Сирило
Сирило Тадеус Кардозо Фильо (порт. Cirilo Tadeus Cardoso Filho; род. 20 января 1980, Сан-Паулу), более известный как Сирило — натурализованный бразильский футзалист, нападающий. Выступал за сборную России по мини-футболу.

## Биография
В начале карьеры выступал за бразильские клубы, выиграв с одним из них чемпионат в 2002 году. В составе студенческой сборной Бразилии одержал победу на чемпионате мира в 2000 году. В 2003 году перебрался в Россию, где выступал за «Спартак», «Динамо» и КПРФ. В конце 2005 года принял гражданство РФ и был вызван в сборную. В 2012 году получил звание Заслуженный мастер спорта России. 
В 2018 году открыл академию футзала в Москве. Также Сирило основал консалтинговое агентство C11 Consulting, которое помогает устроить карьеру многим игрокам в мини-футбол в Бразилии и за её пределами. Так, услугами агентства пользуются, в частности, Нандо («Норильский никель»), Дуду Фильо («Торпедо», «Газпром-Югра»), Матеус Майя («КПРФ», «Пальма»), Габриэл («Норильский никель», «Торпедо»), игроки «ИрАэро» Ренато Рамба, Берим и Алекс Потцман, а также Григорий Валеев («Синара») и многие другие.

## Достижения
Сборные
- Чемпион мира среди студентов: 2000
- Вице-чемпион Европы (2): 2012, 2014
- Бронзовый призёр чемпионата Европы: 2007
- Полуфиналист чемпионата мира: 2008

Клубы
- Чемпион Бразилии: 2002
- Чемпион России (9): 2005, 2006, 2007, 2008, 2011, 2012, 2013, 2016, 2017
- Обладатель Кубка России (8): 2004, 2008, 2009, 2010, 2011, 2013, 2014, 2015
- Обладатель Суперкубка России (2): 2003, 2016
- Обладатель Кубка УЕФА: 2007

Личные
- Лучший бомбардир чемпионата Европы: 2007
- Лучший бомбардир чемпионата России: 2010
- Лучший игрок чемпионата России (2): 2004, 2006
- Лучший нападающий чемпионата России (2): 2007, 2008